# Саитова (деревня)
Саитова — деревня в Аргаяшском районе Челябинской области, находящиеся в 4 км от села Яраткулова и 6 км от деревни Уразбаева.

## Население
| 2002 | 2010 |
| ---- | ---- |
| 151  | ↗160 |

## Инфраструктура
На краю деревни проходит высоковольтная ЛЭП. В нескольких км находится Ильменский заповедник. Деревня буквально погружена в лес, со всех четырёх сторон находится березовый лес, озера нет, есть несколько прудов. Во времена СССР существовал колхоз на летнем пастбище, где работали почти все трудоспособные жители деревни.